# أداليا
الدَّالية أو (نقحرة: أداليا) (بالإسبانية: Adalia) هي قرية وبلدية في مقاطعة بلد الوليد، قشتالة وليون، وسط إسبانيا. تغطي البلدية مساحة 16.19 كيلومتر مربع (6.25 ميل مربع) واعتبارًا من عام 2011 كان عدد سكانها 58 شخصًا.